# El Aleph (cuento)
"El Aleph" es un cuento del escritor argentino Jorge Luis Borges publicado en la revista Sur en 1945 y en el libro homónimo por la editorial Losada de Buenos Aires en 1949.

## El manuscrito
Jorge Luis Borges y Estela Canto se conocieron en agosto de 1944, en la casa de Adolfo Bioy Casares y Silvina Ocampo. Tuvieron una relación sentimental durante varios años. En febrero de 1945 Borges le escribió a Canto: „No te he agradecido aún la alegría que tu carta me dio. Esta semana concluiré el borrador de la historia que me gustaría dedicarte: la de un lugar (en la calle Brasil) donde están todos los lugares del mundo.“Dos o tres días después vino a casa una mañana, trayendo un paquete que, según dijo, contenía un objeto que mostraba ‘todos los objetos del mundo’. El objeto se llamaba el Aleph. No dijo que el Aleph era la primera letra del alfabeto hebreo. Para él era ese objeto, una puerta abierta a lo imposible. Era un caleidoscopio. Georgie estaba tan contento como un niño con el Aleph.“ Poco después, Borges le llevó el manuscrito a Canto, que lo mecanografió. Borges le dedicó el cuento.
El texto original quedó en su apartamento. Muchos años después, Canto llamó a Borges para anunciarle que pensaba vender el manuscrito cuando él muriera. Canto narra que su respuesta fue: «Caramba —rio Borges—, ¡si yo fuera un perfecto caballero iría ahora mismo al cuarto de caballeros y, al cabo de unos segundos, se oiría un disparo!». El manuscrito lo vendió de todos modos, cuando él todavía vivía, en mayo de 1985 en Sotheby’s. Lo compró el Ministerio de Cultura de España, por 25.760 dólares. Tiene 19 páginas y hoy está en la Biblioteca Nacional de Madrid.

## La narración

### Losepígrafes
Hay dos epígrafes que, como es habitual en Borges, están escritos en la lengua original, en este caso, el inglés. El primero es de Hamlet (acto II, esc.II): "¡Oh, Dios! podría estar yo encerrado en una cáscara de nuez y me tendría por Rey del espacio infinito". Resulta llamativo que a la cita le falte una línea, "were it not that I have bad dreams" ("si no fuera porque tengo pesadillas"). En Hamlet Guildenstern le responde entonces a Hamlet:  "Sueños que ciertamente constituyen ambición... porque la esencia de lo que ambicionamos no es otra cosa que la sombra de un sueño".
El otro epígrafe es un fragmento de la parte IV, "De las tinieblas, de la vana filosofía y de las tradiciones fabulosas", de El Leviathán de Thomas Hobbes: “ellos nos enseñarán, sin embargo, que la eternidad es la paralización del tiempo, el nunc stans (un estar ahora)  de la Escuelas, cosa que ni ellos ni nadie comprenden, como tampoco el hic stans (un estar aquí), esto es, la infinita magnitud de lugar”.

### Argumento
Borges es relator y protagonista del cuento. A la muerte de su amada, Beatriz Viterbo, se percata de que "el incesante y vasto universo“ se alejaba de la muerta, pero decide: "cambiará el Universo pero yo no, pensé con melancólica vanidad; alguna vez, lo sé, mi vana devoción la había exasperado; muerta, yo podría consagrarme a su memoria, sin esperanza, pero también sin humillación". Todos los 30 de abril, cumpleaños de Beatriz, Borges visita la casa de la calle Garay donde ella vivía y aún lo hacen su padre y su primo-hermano, Carlos Argentino Daneri.
Aprovecha esas ocasiones para observar las múltiples fotos de Beatriz en la sala de espera, sin sentirse obligado a justificar su presencia con módicas ofrendas de libros que ella nunca leyó. Carlos Argentino Daneri es descrito como "rosado, considerable, canoso, de rasgos finos. Ejerce no se qué cargo subalterno en una Biblioteca ilegible de los arrabales del Sur; es autoritario, pero también es ineficaz... su actividad mental es continua, apasionada, versátil y del todo insignificante.  "Abunda en inservibles analogías y ociosos escrúpulos".
En sus encuentros con Daneri, escucha sus monólogos, cuya exposición es vasta y pomposa, así como ineptas sus ideas. Daneri ha escrito también un poema, que es una descripción del planeta y merece la aprobación y el comentario profuso de su autor. Borges reflexiona al respecto: "Comprendí que el trabajo del poeta no estaba en la poesía; estaba en la invención de razones para que la poesía fuera interminable".
Meses después, Daneri le avisa acongojado que la casa de la calle Garay va a ser demolida. Si para Borges esa vivienda "aludía infinitamente a Beatriz", para Carlos Argentino es imprescindible para terminar el poema, ya que en un ángulo del sótano, habría un Aleph. "Aclaró que un Aleph es uno de los puntos del espacio que contiene todos los puntos.“ Daneri narra que, luego de haberse caído en su niñez en el sótano „Al abrir los ojos vi el Aleph: el lugar donde están, sin confundirse, todos los lugares del orbe, visto desde todos los ángulos." Borges llega presuroso a la casa, no sin dejar de suponer que debe ser una locura de Carlos: "La locura de Carlos Argentino me colmó de maligna felicidad; íntimamente siempre nos habíamos detestado".
Borges va al sótano y se atiene con escepticismo y temor a las instrucciones dadas por Daneri. Siente un malestar confuso, pero al abrir los ojos ve el Aleph. "Arribo, ahora, al inefable centro de mi relato... ¿Cómo transmitir a los otros el infinito Aleph? Los místicos en análogo trance prodigan los emblemas: para significar la divinidad, un persa habla de un pájaro que de algún modo es todos los pájaros." "En ese instante gigantesco, he visto millones de actos deleitables o atroces; ninguno me asombró como el hecho de que todos ocuparan el mismo punto, sin superposición y sin transparencia. Lo que vieron mis ojos fue simultáneo, lo que transcribiré, sucesivo, porque el lenguaje lo es". Borges describe al Aleph  como una "pequeña esfera tornasolada", de unos dos o tres centímetros e intolerable fulgor. "Cada cosa era infinitas cosas, porque yo claramente la veía desde todos los puntos del universo." Luego enumera en una larga frase de 430 palabras lo que ve.
Interrogado por Daneri, Borges no niega haber visto el Aleph, pero su respuesta es ambigua y le resta importancia a lo acontecido. Daneri puede suponer que lo ha visto o no. Sea como fuere, le hace sentir que no tiene el alcance que él le ha dado. Disminuir al Aleph, o negarlo, es la venganza de Borges.
La postdata narra los éxitos literarios de Daneri y los fracasos de Borges, hace observaciones sobre diversos Aleph y especula sobre la posible falsedad del objeto visto en la calle Garay.

## Interpretación

### El Aleph
La primera referencia al Aleph en la obra de Borges aparece en "Inquisiciones", en un comentario a Ramón Gómez de la Serna: "¿Qué signo puede recoger en su abreviatura el sentido de la tarea de Ramón? Yo pondría sobre ella el signo Alef, que en la matemática nueva es el señalador del infinito guarismo que abarca los demás o la aristada rosa de los vientos que infatigablemente urge sus dardos a toda lejanía." El Aleph representará una inspiración permanente para lograr una unidad del ser en la que el yo podría realizarse e integrarse en la realidad objetiva del mundo. Borges calificó a Norah Lange como "innumerable", con el sentido de un Aleph unificador que abarcaría a los otros números. De forma semejante lo introduce en El Aleph: "para la Mengenlehre, es el símbolo de los números transfinitos, en los que el todo no es mayor que alguna de las partes."
En la postdata del cuento hay una referencia a la cábala: "Para la Cábala, esa letra significa el En Soph, la ilimitada y pura divinidad; también se dijo que tiene la forma de un hombre que señala el cielo y la tierra, para indicar que el mundo inferior es el espejo y es el mapa del superior"
Para Estela Canto "El Aleph" es el relato de una experiencia mística. "En ese sótano de la calle Brasil, el autor trasciende la carne. Y esto significa no ser ya presa de los sentidos, significa ver todas las cosas como debe verlas Dios. Y el éxtasis ha de parecernos al estallido del orgasmo, intenso y compartido,  ese instante en que dos seres dejan de ser dos para ser uno."
El cuento contiene numerosas referencias a la Divina Comedia. Por ejemplo, el nombre "Daneri" es una combinación de Dante Alighieri. Además, el Aleph está en el escalón 19 de las escaleras del sótano. En sus tres partes, la divina comedia contiene descripciones de un aleph (por ejemplo, un águila compuesta de todas las águilas) en el canto 19.
Los nombres "Carlos Argentino Daneri" y "Beatriz Elena" contienen las primeras cinco letras del alfabeto (cuya forma hebrea, el aleph-bet, comienza con la letra "aleph"). Mientras tanto, los señores "Zunino" y "Zungri", son los responsables del derribo de la casa de Daneri y con ello del fin del Aleph.

### Personajes
Ha habido múltiples especulaciones sobre la conexión entre las figuras del cuento y la biografía de Borges, así como su visión de la literatura y su filosofía. He aquí algunos lazos posibles.
El personaje de Beatriz Viterbo habría sido inspirado por Norah Lange, con quien Borges tuvo una relación sentimental que terminó en 1929, fecha que coincide en el cuento con la muerte de Beatriz.
Estela Canto reprodujo en Borges a contraluz una carta que Borges le había enviado, estableciendo una conexión entre ella y un pasaje del cuento, ello la llevó a afirmar que "Beatriz soy yo".
De acuerdo a Emir Rodríguez Monegal, Beatriz Viterbo sería una referencia a Beatrice Portinari, la amada de Dante Alighieri.Borges negó la interpretación de Monegal -Beatriz: Beatrice; Daneri: Dante-, pero en los Nueve ensayos dantescos (1982) que recopiló Marcos Ricardo Barnatán el vínculo es transparente.
Según una nota crítica de la edición de la obra de Borges (Emecé 2014), la alusión tendría un tono paródico, ya que esta Beatriz no parece tan virginal como la de La divina comedia.
Su relación con Beatriz está caracterizada por una irónica melancolía: "muerta yo podía consagrarme a su memoria, sin esperanza, pero también sin humillación...No estaría obligado, como otras veces, a justificar mi presencia con módicas ofrendas de libros: libros cuyas páginas, finalmente, aprendí a cortar, para no comprobar, meses después, que estaban intactos... había en su andar (si el oxímoron es tolerable) una como graciosa torpeza, un principio de éxtasis... una niña de una clarividencia casi implacable, pero había en ella negligencias, distracciones, desdenes, verdaderas crueldades, que tal vez reclamaban una explicación patológica... vi en un cajón del escritorio (y la letra me hizo temblar) cartas obscenas, increíbles, precisas, que Beatriz había dirigido a Carlos Argentino... vi la reliquia atroz de lo que deliciosamente había sido Beatriz Viterbo. Borges confesó en una entrevista con Osvaldo Ferrari: "Con cierta tristeza descubro que toda la vida me la pasé pensando en una y otra mujer. Creí ver países, ciudades, pero siempre hubo una mujer para hacer de pantalla entre los objetos y yo. Desde esa perspectiva, Beatriz Viterbo podría ser el resumen de todas las relaciones sentimentales de Borges, incluido el elemento de una erótica inalcanzable. Dice Borges en el poema El Amenazado: "Estar contigo o no estar contigo es la medida de mi tiempo.../ El nombre de una mujer me delata./  Me duele una mujer en todo el cuerpo".
Carlos Argentino Daneri podría referir a Leopoldo Lugones y a sus obras Las odas seculares o el Romancero. Dice Borges en El tamaño de mi esperanza sobre Lugones: "Así lo presintieron los clásicos, y si alguna vez rimaron baúl con azul o calostro y rostro, fue en composiciones en broma, donde esas rimas irrisorias caen bien. Lugones lo hace en serio. A ver, amigos, ¿qué les parece esta preciosura? Ilusión que las alas tiende / En un frágil moño de tul / Y al corazón sensible prende /  Su insidioso alfiler azul. Esta cuarteta es la última carta de la baraja y es pésima, no solamente por los ripios que sobrelleva, sino por su miseria espiritual, por lo insignificativo de su alma. Esta cuarteta indecidora, pavota y frívola es resumen del Romancero." La obra de Danieri es calificada de "pedantesco fárrago" ya que "había elaborado un poema que parecía dilatar hasta lo infinito las posibilidades de la cacofonía y del caos".
Borges está presente no solo porque escribe en primera persona, sino por ciertos datos que son autobiográficos. Daneri trabaja de subalterno en una biblioteca de los arrabales del Sur, allí lo hacía Borges en el momento de escribir el cuento. Entre 1938 y 1946 Daneri se presenta al Premio Nacional de Literatura, ganando en 1943. Borges se había presentado en la realidad en 1944, pero sin éxito. Narra en el Aleph "mi obra Los naipes del tahúr no logró un solo voto". Tampoco es difícil descubrirlo en la observación: "Daneri aprovechaba, hasta hace muy poco, las noches y las fiestas para no salir de su casa".

### Humor y escepticismo
Estela Castro señaló el gran placer que le había significado a Borges el imaginar los poemas y digresiones de Daneri: "Éste se proponía versificar toda la redondez del planeta; en 1941 ya había despachado unas hectáreas del estado de Queensland, más de un kilómetro del curso del Ob, un gasómetro al norte de Veracruz, las principales casas de comercio de la parroquia de la Concepción, la quinta de Mariana Cambaceres de Alvear en la calle Once de Septiembre, en Belgrano, y un establecimiento de baños turcos no lejos del acreditado acuario de Brighton." Ese elemento burlesco es frecuente en el cuento, donde el éxtasis no está lejos de la vulgaridad. Luego de experimentar "el inconcebible universo" y "sentir infinita veneración" Borges se ve confrontado con la voz "aborrecida y jovial" de Daneri lo cual lo lleva a vengarse restándole importancia a la experiencia. De la misma manera se produce un proceso de erosión del Aleph, sea por la reflexión, el olvido, o los múltiples Alephs posibles, que lleva a su relativización.

## Precursores
En el relato de H. G. Wells "The Crystal Egg" se encuentra una posible inspiración de "El Aleph". La historia sigue a un comerciante llamado Mr. Cave que encuentra un extraño huevo de cristal que sirve como ventana al planeta Marte. En un epílogo de 1949, Borges anota que en «El Aleph creyó ver algún influjo del cuento.